# الکساندروویک، گریتر پولاند ویوودشیپ
الکساندروویک، گریتر پولاند ویوودشیپ (به لاتین: Aleksandrówek, Greater Poland Voivodeship) یک منطقهٔ مسکونی در لهستان است که در Gmina Grodziec واقع شده‌است.

## خصوصیات
الکساندروویک ۵۰ نفر جمعیت دارد.